# Samuel von Cocceji

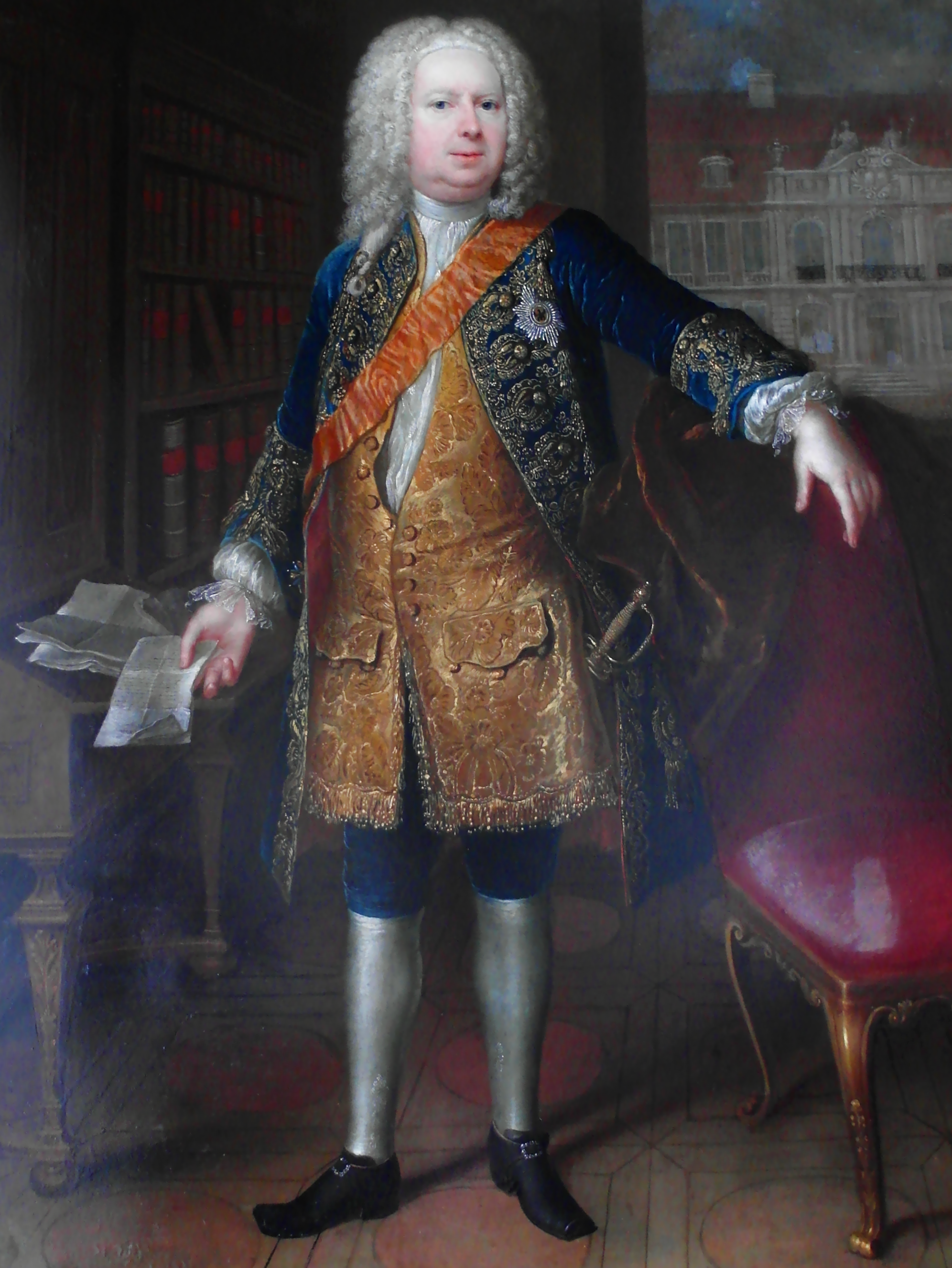
Samuel von Cocceji, Ölgemälde von Rosina de Gasc (1737)

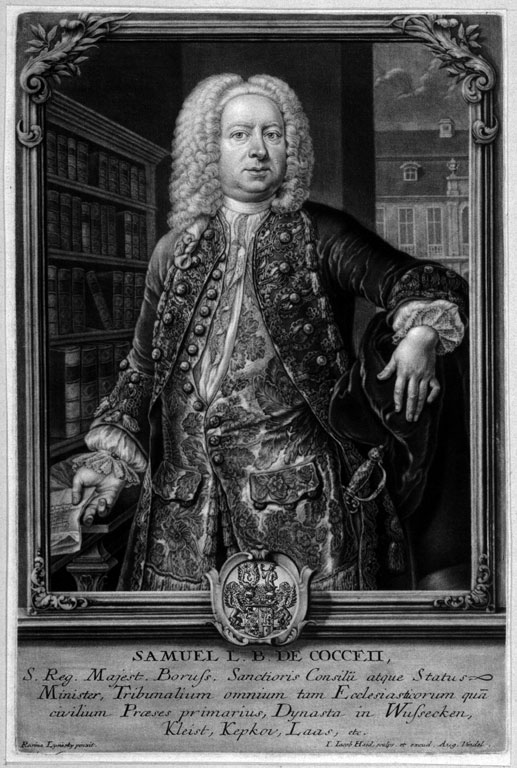
Samuel von Cocceji, Kupferstich von Johann Jacob Haid

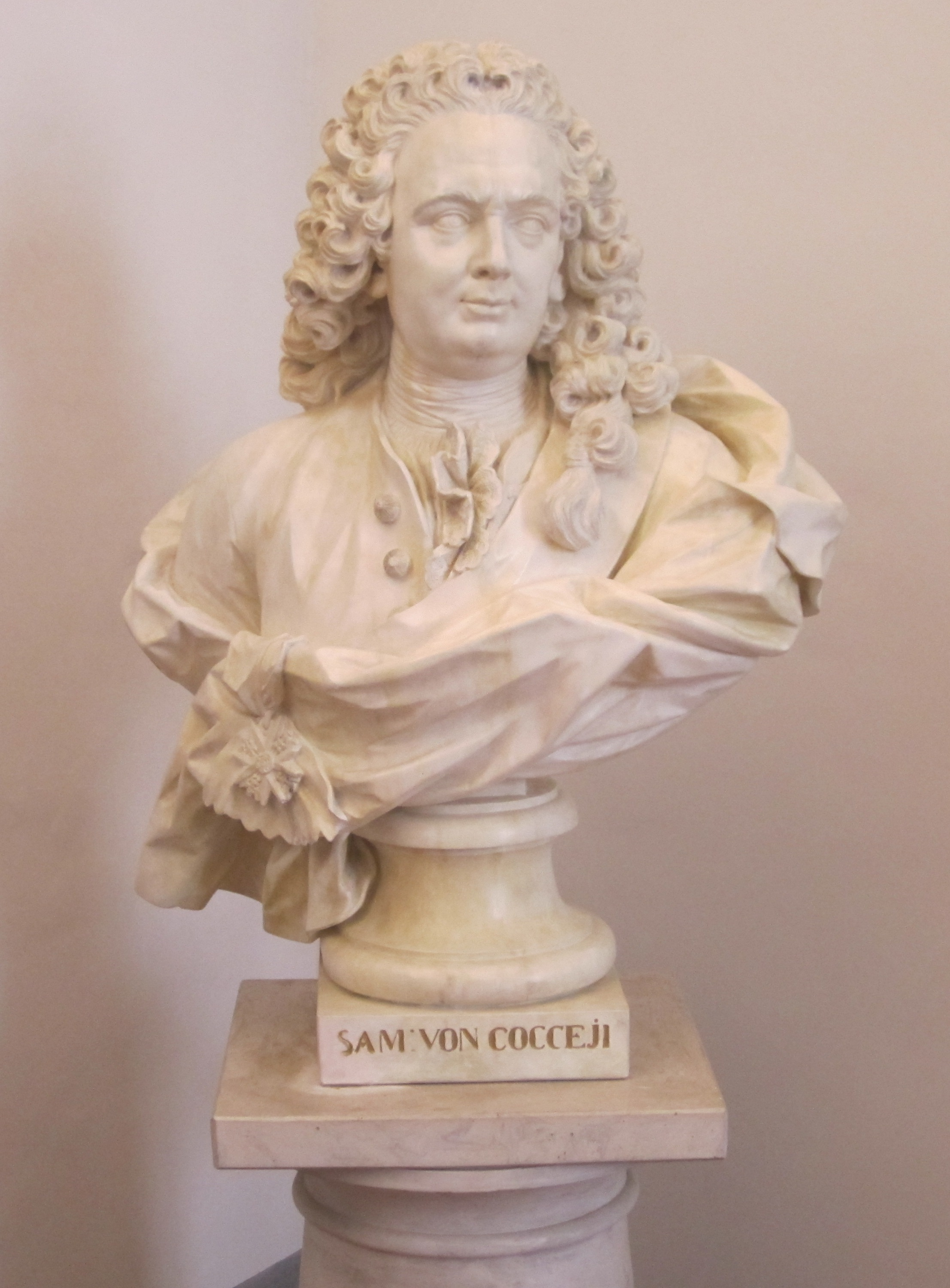
Cocceji-Büste von Schadow

Samuel Freiherr von Cocceji (Aussprache: kok'tse:ji; * 20. Oktober 1679 in Heidelberg; † 4. Oktober 1755 in Berlin) war ein deutscher Jurist. Als Großkanzler in Preußen wurde er bekannt durch eine Reform des Justizwesens.

## Leben
Samuel von Cocceji studierte Jura bei seinem Vater Heinrich von Cocceji, wurde 1699 promoviert und war nach dreijähriger Bildungsreise durch Italien, Frankreich, England und Holland ab 1702 Professor an der Universität Viadrina. Von 1711 bis 1713 war er als Subdelegierter am Reichskammergericht in Wetzlar tätig und wurde 1723 Kammergerichtspräsident in Berlin. Weitere Ämter waren: 1727 Staats- und Kriegsminister, 1731 Oberappellationspräsident, 1738 bis 1739  preußischer Justizminister. Friedrich Wilhelm I. waren seine Ideen zu weit gegangen, weshalb er ihn 1739 wieder abberufen hatte, doch fand sein Nachfolger Friedrich II. Gefallen an seinen Ideen, machte ihn 1741 bis 1746 wieder zum Justizminister und 1747 zum Großkanzler. 
Samuel von Cocceji wurde von Friedrich II. mit der Neuordnung der preußischen Rechtsverhältnisse im eroberten Schlesien betraut und reformierte anschließend das Rechtssystem in ganz Preußen. Er schuf eine einheitliche Gerichtsverfassung, die in drei Instanzen aufgeteilt war und sorgte durch die Festlegung fester einheitlicher Gehälter für die Unabhängigkeit der Richter – die zuvor in starker Abhängigkeit von Adel und Advokaten waren. Mit dem Tribunal führte er 1748 eine oberste verbindliche Gerichtsbarkeit ein, der alle anderen Gerichte des Landes untergeordnet waren, was ihm einen starken Widerstand der Stände einbrachte. Ein erster Entwurf eines Corpus Iuris Fridericianum wurde ebenfalls durch ihn erstellt. Das letztlich unvollendet gebliebene Gesetz orientierte sich dabei weitgehend am römischen Recht.

## Familie
Samuel von Cocceji heiratete 1718 Johanna Charlotte von Beschefer (1701–1770), Tochter des preußischen Generalleutnants Jakob von Bechefer. Sie hatten zusammen drei Töchter und drei Söhne. Karl Ludwig  (1724–1808) wurde Ober-Regierungspräsident von Glogau. Johann Heinrich Friedrich (1725– nach 1799) wurde preußischer Oberst und königlicher General-Adjutant. Carl Friedrich Ernst (1728–1780), General in Diensten des letzten Königs von Polen Stanislaus II. August. Die älteste Tochter Sophia Susanna Charlotte (1719–1794) heiratete den General Dubislav Friedrich von Platen und die jüngste Amalie Charlotte Henriette (1729–1757) Baron Mathieu II. von Vernezobre-Laurieux (1721–1782). Luise, die Mittlere blieb unverheiratet und war Ehrendame bei der preußischen Königin Elisabeth Christine.
Die Freiherren von Cocceji sind mit dem Tod des jüngsten Sohnes Samuels, Karl Ludwig von Cocceji, im Mannesstamm erloschen. Karl Ludwig starb kinderlos am 12. Juli 1808. Er war von 1749 bis 1788 mit der Balletttänzerin Barbara Campanini (genannt La Barberina) verheiratet.

## Ehrungen
Nach Samuel von Cocceji wurde der hinterpommersche Ort Coccejendorf (eine Ansiedlung von Pfälzer Bürgern des Jahres 1749 auf dem ehemaligen Grund von Schwenzenhagen, heute polnisch Radosław) benannt. Außerdem wurde ihm von König Friedrich II. von Preußen am 7. März 1747 der Schwarze Adlerorden verliehen, er erhob ihn zudem 1749 in den preußischen Freiherrenstand.

## Werke

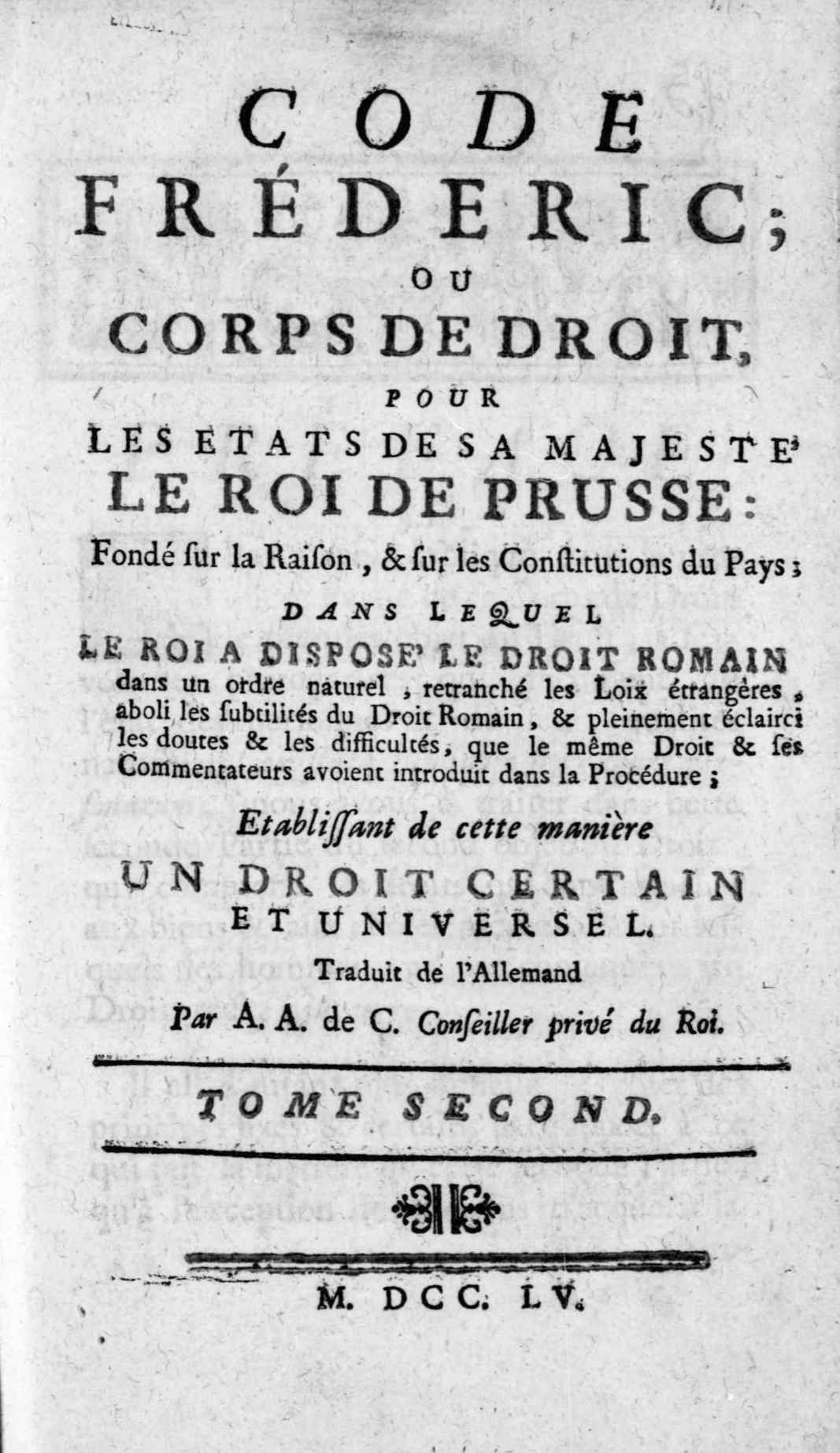
Project des Corporis Juris Fridericiani, 1752

- Project des Corporis Juris Fridericiani. Band 2. Berlin 1752 (französisch, beic.it).